# Szent Perpétua és Szent Felicitász

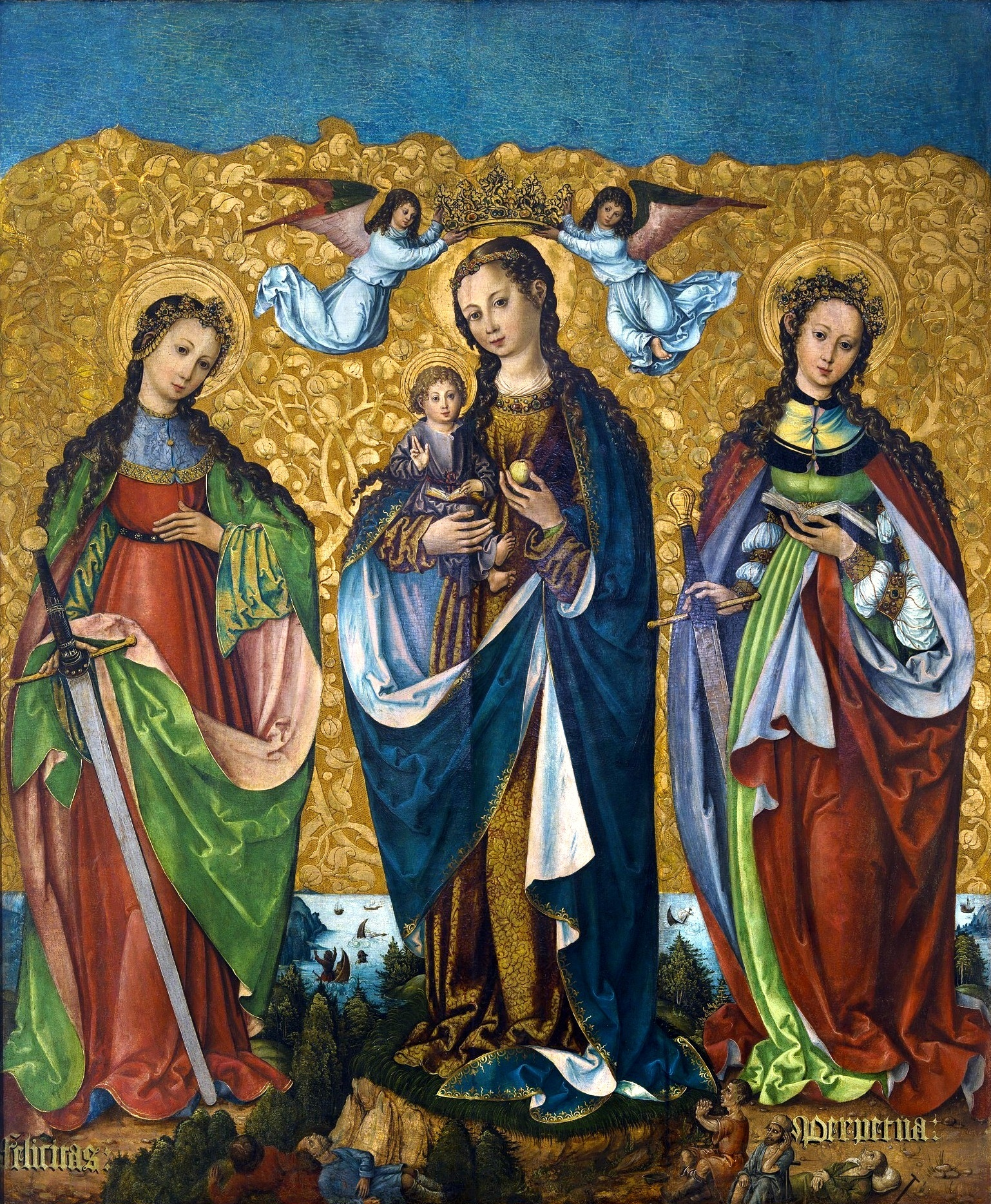

Szent Perpétua és Felicitász vértanúk.

## Történetük
Szent Perpétua és Felicitász ókeresztény vértanúk voltak, akiket a Septimus Severus-féle keresztényüldözés idején keresztény hitükért börtönbe vetettek és 203. március 7-én Karthágóban vértanúságot szenvedtek hitoktatójukkal és három hittársukkal együtt.
Az észak-afrikai Karthágó környékén élő Perpétua, a fiatal, kisgyermekes patríciusfeleség Felicitásszal, a rabszolganővel együtt hitjelölt volt a keresztények közösségében. Hitoktatójuk Saturus volt: vállalta, hogy a keresztség fölvétele előtt a szükséges oktatásban részesíti őket és még néhány fiatalt.
Septimius Severus császár súlyos büntetés terhe alatt megtiltotta, hogy valaki zsidóvá vagy kereszténnyé legyen. Az ifjú keresztény csoport is áldozata lett a császár rendeletének, aki halálra szánta őket. Saturus, mihelyt értesült a rá bízott hittanulók elfogatásáról, önként jelentkezett, hogy védencei mellett állhasson. A hitjelöltek a börtönben az első kínálkozó alkalommal megkapták a keresztséget – tudósít Perpétua. A keresztségben erőt nyertek a szenvedések elviseléséhez.
Perpétua naplószerű feljegyzéseket készített a börtönbe vetett és az elítélt keresztények élményeiről. Írása a jegyzőkönyvvel együtt szó szerint az utókorra maradt - innen tudunk rabtársáról, a rabszolga Felicitászról is, aki nyolc hónapos terhes volt. A börtönben lévő keresztény férfiak és nők, szabadok és rabszolgák testvérként tekintettek egymásra a fogságban, és közösen viselték gondját Perpétua velük raboskodó gyermekének és a terhes rabszolganőnek. Közeledett kivégzésük napja, ám Felicitászt még a börtönben tartották volna, mert a római törvények szerint gyermeket váró asszonyt nem volt szabad kivégezni. A kivégzés előtt két nappal azonban mindössze nyolc hónap után világra hozta gyermekét. Mivel mindvégig hűségesek maradtak hitükhöz, a két asszonyt a többi kereszténnyel együtt a vadállatok elé vetették, de mivel az állatok nem ölték meg őket, tőr oltotta ki életüket. Felicitász gyermekét az egyik nővér vette magához és nevelte fel.